# فولرتن (داکوتای شمالی)
فولرتن(به انگلیسی: Fullerton) شهری در ایالت داکوتای شمالی کشور ایالات متحده آمریکا است که جمعیت آن در سرشماری سال ۲۰۱۰ میلادی، ۵۴ نفر بوده‌است.